# エイミー・イップ
エイミー・イップ（Amy Yip、1966年7月10日 - ）は、香港生まれの女優。

## 略歴
1980年代から多くのテレビ番組に出演。香港製のお色気映画に多く出演し、その豊満な肢体から、香港映画界のセックスシンボルとも称された。1997年に引退した。

## ・レディ・スクワッド II 神勇飛虎霸王花（1989年）
- チャウ・シンチーのゴーストハッスル 師兄撞鬼（1990年）
- 噂のテディ・ロビン/美女・美女スパイにご用心 小心間諜（1990年）
- バストロイド 香港大作戦（英語版） 女機械人（1991年）
- SEX&禅 玉蒲團之愉情寳鑑（1991年）
- 真説エロティック・ゴースト・ストーリー/艶魔大戦 聊斎色譚（1987年）
- 真説エロティック・ゴースト・ストーリー/覇王ウーチュンの逆襲 聊斎色譚續集:五通神（1991年）
- チャイニーズ・エロティック・ストーリー 中国性戯観（1997年）